# Џанкшон Сити (Арканзас)
Џанкшон Сити (енгл. Junction City) град је у америчкој савезној држави Арканзас.

## Демографија
По попису из 2010. године број становника је 581, што је 140 (-19,4%) становника мање него 2000. године.
| Група             | 2000.       | 2010.       |
| Белци             | 393 (54,5%) | 308 (53,0%) |
| Афроамериканци    | 310 (43,0%) | 267 (46,0%) |
| Азијати           | 1 (0,1%)    | 0 (0,0%)    |
| Хиспаноамериканци | 5 (0,7%)    | 2 (0,3%)    |
| Укупно            | 721         | 581         |